# Speeduino
El projecte Speeduino té com a objectiu crear una UCE motor totalment oberta, tant amb el maquinari com en el firmware. Aquest projecte usa com a base la plataforma Arduino Mega. Està dissenyat per funcionar amb motors amb cicle d'otto.
Speeduino va ser creat per Josh Stewart l'any 2013.

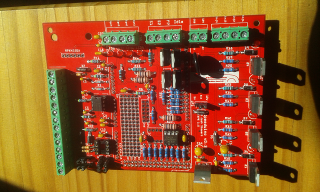
Placa Speeduino v0.3